# Embalse de Arguis
El embalse de Arguis es un embalse del río Isuela situado en el municipio de Arguis (provincia de Huesca, España).

## Historia
Es el embalse más antiguo de Aragón. Sobre las base de riegos medievales, se proyectó un embalse en 1680 que fue finalizado en el año 1704 con una capacidad inicial para 0,9 hm³. Su diseño corrió a cargo de Francisco de Artiga, catedrático de la Universidad de Huesca.
Dado el carácter estacional del río Isuela, el conjunto de azudes en las localidades del curso y el embalse de Arguis eran claves para el regadío en la comarca de la Hoya de Huesca durante los siglos XVIII y XIX. Requirió reparaciones mayores en 1765 y 1830.
Bajo la ley de aguas de 1879 se creó una comunidad de regantes, cuya gestión por los regantes empezó en 1890. Entre sus dirigentes más destacados de principios del siglo XX destaca Julián Ferrer Borau, también concejal y líder provincial de UGT.
El embalse tenía una larga historia de intentos de ampliar su capacidad, destacando un intento de 1724 que tuvo que ser demolido y un proyecto no construido en 1877-1878 hasta que, en la política hidráulica de principios del siglo XX se acometió una ampliación, llevada a cabo en 1929 recreciendo la superficie y aumentando la capacidad hasta 2.7 hm³.

## Usos
Se usa actualmente para el regadío y el uso recreativo como la pesca. El embalse riega una superficie de 2500 ha en la Hoya de Huesca.